# Ла-Шапель-д'Анден
Ла-Шапе́ль-д'Анде́н (фр. La Chapelle-d'Andaine) — колишній муніципалітет у Франції, у регіоні Нормандія, департамент Орн. Населення — 1509 осіб (2011).
Муніципалітет був розташований на відстані близько 220 км на захід від Парижа, 75 км на південь від Кана, 45 км на захід від Алансона.

## Історія
До 2015 року муніципалітет перебував у складі регіону Нижня Нормандія. Від 1 січня 2016 року належав до нового об'єднаного регіону Нормандія.
1 січня 2016 року Ла-Шапель-д'Анден, Кутерн, Женеле i Ален було об'єднано в новий муніципалітет Рив-д'Анден.

## Демографія
Динаміка населення (INSEE ):
Розподіл населення за віком та статтю (2006):
| Стать | Всього | До 15 років | 15-24 | 25-44 | 45-64 | 65-85 | Понад 85 |
| --- | ------ | ----------- | ----- | ----- | ----- | ----- | -------- |
| Чоловіки | 761    | 116         | 108   | 156   | 213   | 152   | 16       |
| Жінки | 798    | 125         | 72    | 156   | 213   | 188   | 44       |
| \| Статево-вікова піраміда \| Статево-вікова піраміда \| Статево-вікова піраміда \| \| ----------------------- \| ----------------------- \| ----------------------- \| \| Чоловіки \| Вік \| Жінки \| \| 16 \| 85 + \| 44 \| \| 52 \| 80-84 \| 48 \| \| 28 \| 75-79 \| 44 \| \| 28 \| 70-74 \| 52 \| \| 44 \| 65-69 \| 44 \| \| 24 \| 60-64 \| 48 \| \| 56 \| 55-59 \| 28 \| \| 52 \| 50-54 \| 64 \| \| 81 \| 45-49 \| 73 \| \| 44 \| 40-44 \| 52 \| \| 56 \| 35-39 \| 60 \| \| 24 \| 30-34 \| 28 \| \| 32 \| 25-29 \| 16 \| \| 48 \| 20-24 \| 32 \| \| 60 \| 15-20 \| 40 \| \| 20 \| 10-14 \| 69 \| \| 60 \| 5-9 \| 20 \| \| 36 \| 0-4 \| 36 \| |        |             |       |       |       |       |          |
| Статево-вікова піраміда |        |             |       |       |       |       |          |
| Чоловіки | Вік    | Жінки       |       |       |       |       |          |
| 16 | 85 +   | 44          |       |       |       |       |          |
| 52 | 80-84  | 48          |       |       |       |       |          |
| 28 | 75-79  | 44          |       |       |       |       |          |
| 28 | 70-74  | 52          |       |       |       |       |          |
| 44 | 65-69  | 44          |       |       |       |       |          |
| 24 | 60-64  | 48          |       |       |       |       |          |
| 56 | 55-59  | 28          |       |       |       |       |          |
| 52 | 50-54  | 64          |       |       |       |       |          |
| 81 | 45-49  | 73          |       |       |       |       |          |
| 44 | 40-44  | 52          |       |       |       |       |          |
| 56 | 35-39  | 60          |       |       |       |       |          |
| 24 | 30-34  | 28          |       |       |       |       |          |
| 32 | 25-29  | 16          |       |       |       |       |          |
| 48 | 20-24  | 32          |       |       |       |       |          |
| 60 | 15-20  | 40          |       |       |       |       |          |
| 20 | 10-14  | 69          |       |       |       |       |          |
| 60 | 5-9    | 20          |       |       |       |       |          |
| 36 | 0-4    | 36          |       |       |       |       |          |

## Економіка
2010 року серед 900 осіб працездатного віку (15—64 років) 694 були активними, 206 — неактивними (показник активності 77,1%, у 1999 році було 73,0%). З 694 активних мешканців працювали 644 особи (337 чоловіків та 307 жінок), безробітними було 50 (23 чоловіки та 27 жінок). Серед 206 неактивних 47 осіб було учнями чи студентами, 104 — пенсіонерами, 55 були неактивними з інших причин.

У 2010 році в муніципалітеті числилось 654 оподатковані домогосподарства, у яких проживали 1471,5 особи, медіана доходів виносила 18 198 євро на одного особоспоживача